# Alphonse Cappuyns
Alphonse Cappuyns (né le 29 mai 1887 à Haacht et décédé le 8 août 1936 à Tirlemont) était un ingénieur chimiste belge, connu pour ses recherches sur l'acide citrique et ses contributions à la société anonyme Citrique Belge en tant qu'administrateur-directeur.

## Biographie

### Enfance et jeunesse
Alphonse Cappuyns naît le 29 mai 1887 à Haacht, fils de Ludovicus Joannes Cappuyns et de Maria De Nef.

### Recherches scientifiques
C'est en 1916 qu'Alphonse Cappuyns commence ses recherches sur l'acide citrique en cherchant à produire de l'acide citrique en faisant fermenter du sucre.
Par l'entremise de deux professeurs à l'Université de Louvain,  Victor Grégoire et Philibert Biourge, il entre en contact avec Julien Bergé, directeur de la Raffinerie tirlemontoise. Ce dernier le convainc de venir poursuivre ses recherches à Tirlemont où il met un laboratoire à sa disposition.
Au vu de premiers résultats prometteurs, l'entreprise « Les Produits Organiques de Tirlemont » est fondée en 1919. Cependant, les premières productions sont très réduites. Malgré quelques améliorations, ce nouveau procédé de fermentation ne peut pas rivaliser avec l'industrie de raffinage du citron, essentiellement basée en Sicile. En octobre 1925, l'entreprise cesse ses activités de production.
En dépit de ce revers, Alphonse Cappuyns continue à croire à la réussite de son approche et reprend ses travaux de recherche à titre personnel. En utilisant un nouveau micro-organisme, l'aspergillus niger, il atteint un rendement de production nettement supérieur.
Après discussion avec les actionnaires de l'entreprise, la liquidation est suspendue et Alphonse Cappuyns y reprend ses recherches, dès mars 1926, sous la supervision de Pierre Bruylants (1885-1950), professeur à l'Université catholique de Louvain.
En avril 1926, de nouveaux essais à l'échelle industrielle sont menés avec succès. En conséquence, la liquidation de l'entreprise est arrêtée. La production augmente et, en 1928, l'entreprise devient bénéficiaire. Ce succès inquiète les industriels italiens, fabricants d'acide citrique. En septembre 1928, une délégation italienne se rend à Tirlemont. Julien Bergé comprend de ses interlocuteurs italiens qu'ils pourraient bien imiter le procédé belge puisque aucun brevet n'a été déposé. Il fait rapport de ces discussions aux actionnaires de l'entreprise et propose de trouver un compromis avec les italiens. Le 10 avril 1929, une co-entreprise belgo-italienne dans laquelle chaque groupe détient 50% des actions est constituée : la Citrique Belge, dont Alphonse Cappuyns devient administrateur-directeur.